# C. Gambino
C. Gambino (* 4. April 1998; † 4. Juni 2024 in Göteborg; eigentlich Karar Ali Salem Ramadan), ausgeschrieben Casey Gambino, war ein schwedischer Rapper. 

## Biografie
C. Gambino gelang es über seine Karriere hinweg weitgehend, seine Identität und seinen richtigen Namen geheim zu halten. Es war sein Markenzeichen, immer mit einer Gesichtsmaske aufzutreten. Seine ersten Veröffentlichungen machte er 2019 mit den Singles Rebell und Buntar. Weitere Songs folgten. Einen ersten größeren Erfolg brachte die EP Demons No Angels (DNA), die es zum Jahreswechsel 2020/21 in die schwedischen Charts schaffte. Es dauerte aber noch ein Dreivierteljahr, bis mit CCTV der erste Singlehit folgte. Einen großen Schritt nach vorne machte er Anfang 2022 mit seinem ersten Album Sin City. Es kam ebenso auf Platz 2 wie in den Singlecharts der Track M5, den er zusammen mit dem ebenfalls Maske tragenden Rapper 23 aus Stockholm aufgenommen hatte.
Die beiden Rapper schlossen sich zu einer größeren Kollaboration zusammen und nahmen zum Jahresende den Song M.O.B. und 2023 die gleichnamige EP auf. Die EP brachte C. Gambino erstmals auf Platz 1. Mit G63 und Automatic folgten im selben Jahr zwei weitere Hits, die nicht nur in Schweden Spitzenplätze erreichten, sondern sich auch im Nachbarland Norwegen in den Top 10 platzieren konnten.
Beim nationalen Musikpreis, den Grammis 2024, war C. Gambino der Gewinner in der Kategorie Hip-Hop. Gleichzeitig erschien sein zweites Album In Memory of Some Stand Up Guys, mit dem er wieder an die Spitze der Charts kam und darüber hinaus in den skandinavischen Nachbarländern erfolgreich war. Der Song Svar, seine schwedische Version des Eminem-Hits Stan, war seine zweite Nummer-eins-Single.
Am 4. Juni 2024 kam es zu einer Schießerei in einer Parkgarage in Göteborg, bei der der Rapper tödlich getroffen wurde. Die Polizei teilte mit, dass Karar Ali Salem Ramadan, so sein richtiger Name, wegen „Verbindungen zu einem oder mehreren kriminellen Netzwerken“ aktenkundig gewesen sei und einer Auseinandersetzung zwischen Banden zum Opfer gefallen sei.

## Diskografie

### Alben
| Jahr | Titel                           | Höchstplatzierung, Gesamtwochen, AuszeichnungChartplatzierungen (Jahr, Titel, Platzierungen, Wochen, Auszeichnungen, Anmerkungen) | Höchstplatzierung, Gesamtwochen, AuszeichnungChartplatzierungen (Jahr, Titel, Platzierungen, Wochen, Auszeichnungen, Anmerkungen) | Höchstplatzierung, Gesamtwochen, AuszeichnungChartplatzierungen (Jahr, Titel, Platzierungen, Wochen, Auszeichnungen, Anmerkungen) | Höchstplatzierung, Gesamtwochen, AuszeichnungChartplatzierungen (Jahr, Titel, Platzierungen, Wochen, Auszeichnungen, Anmerkungen) | Anmerkungen                                                                                |
| Jahr | Titel                           | SE | NO | FI | DK | Anmerkungen                                                                                |
| ---- | ------------------------------- | --- | --- | --- | --- | ------------------------------------------------------------------------------------------ |
| 2021 | Demons No Angels (DNA)          | SE42 (5 Wo.)SE | — | — | — | Erstveröffentlichung: 18. Dezember 2020 EP                                                 |
| 2022 | Sin City                        | SE2 (27 Wo.)SE | — | — | — | Erstveröffentlichung: 7. Januar 2022                                                       |
| 2023 | M.O.B.                          | SE1 (30 Wo.)SE | NO32 (1 Wo.)NO | — | — | Erstveröffentlichung: 6. Januar 2023 EP mit 23 in Norwegen erst 2024 posthum in den Charts |
| 2024 | In Memory of Some Stand Up Guys | SE1 (… Wo.)SE | NO6 (17 Wo.)NO | FI19 (6 Wo.)FI | DK33 (1 Wo.)DK | Erstveröffentlichung: 5. Januar 2024                                                       |

### Lieder
| Jahr | Titel Interpreten                              | Höchstplatzierung, Gesamtwochen, AuszeichnungChartplatzierungen (Jahr, Titel, Interpreten, Platzierungen, Wochen, Auszeichnungen, Anmerkungen) | Höchstplatzierung, Gesamtwochen, AuszeichnungChartplatzierungen (Jahr, Titel, Interpreten, Platzierungen, Wochen, Auszeichnungen, Anmerkungen) | Anmerkungen                                                          |
| Jahr | Titel Interpreten                              | SE | NO | Anmerkungen                                                          |
| ---- | ---------------------------------------------- | --- | --- | -------------------------------------------------------------------- |
| 2021 | CCTV                                           | SE25 Platin · (11 Wo.)SE | — | Erstveröffentlichung: 3. September 2021                              |
| 2021 | Tankar                                         | SE36 Gold · (5 Wo.)SE | — | Erstveröffentlichung: 29. Oktober 2021                               |
| 2022 | M5 C. Gambino featuring 23                     | SE2 Platin · (12 Wo.)SE | — |                                                                      |
| 2022 | Rider                                          | SE40 Gold · (3 Wo.)SE | — |                                                                      |
| 2022 | Skakar                                         | SE91 Gold · (1 Wo.)SE | — |                                                                      |
| 2022 | Woman                                          | SE23 (3 Wo.)SE | — | Erstveröffentlichung: 11. Februar 2022                               |
| 2022 | Regler (båset)                                 | SE11 Platin · (10 Wo.)SE | — | Erstveröffentlichung: 11. März 2022                                  |
| 2022 | Say Less                                       | SE47 (4 Wo.)SE | — | Erstveröffentlichung: 15. Juli 2022                                  |
| 2022 | En chans 23 & C. Gambino                       | SE13 Platin · (8 Wo.)SE | — | Erstveröffentlichung: 9. September 2022                              |
| 2022 | XXX (Bow Wow Wow)                              | SE63 Gold · (3 Wo.)SE | — | Erstveröffentlichung: 25. November 2022                              |
| 2022 | M.O.B. 23 & C. Gambino                         | SE14 Platin · (13 Wo.)SE | — | Erstveröffentlichung: 9. Dezember 2022                               |
| 2023 | Dreams 23 & C. Gambino                         | SE5 Platin · (24 Wo.)SE | — |                                                                      |
| 2023 | Drill 23 & C. Gambino                          | SE13 (8 Wo.)SE | — |                                                                      |
| 2023 | Man 23 & C. Gambino                            | SE75 (1 Wo.)SE | — |                                                                      |
| 2023 | Tärningar 23 & C. Gambino                      | SE96 (1 Wo.)SE | — |                                                                      |
| 2023 | Ghetto psykos C. Gambino & 01an                | SE21 Gold · (4 Wo.)SE | — | Erstveröffentlichung: 10. Februar 2023                               |
| 2023 | G63                                            | SE2 ×2Doppelplatin · (29 Wo.)SE | NO6 (10 Wo.)NO |                                                                      |
| 2023 | Mentalité RMX Baby Gang featuring C. Gambino   | SE7 (6 Wo.)SE | — | Erstveröffentlichung: 7. April 2023                                  |
| 2023 | Catwalk                                        | SE18 Gold · (5 Wo.)SE | — | Erstveröffentlichung: 19. Mai 202                                    |
| 2023 | Saint Laurent Robin Kadir featuring C. Gambino | SE13 (8 Wo.)SE | — | Erstveröffentlichung: 2. Juni 2023                                   |
| 2023 | Automatic                                      | SE1 Gold · (27 Wo.)SE | NO9 (6 Wo.)NO |                                                                      |
| 2023 | Extend                                         | SE15 (4 Wo.)SE | — |                                                                      |
| 2023 | No Go                                          | SE80 (1 Wo.)SE | — |                                                                      |
| 2024 | Svar                                           | SE1 (22 Wo.)SE | — |                                                                      |
| 2024 | Who We Are                                     | SE17 (3 Wo.)SE | — |                                                                      |
| 2024 | Tsm                                            | SE20 (9 Wo.)SE | — |                                                                      |
| 2024 | Rich H*es                                      | SE32 (1 Wo.)SE | — |                                                                      |
| 2024 | In Memory of Some Stand Up Guys                | SE51 (1 Wo.)SE | — |                                                                      |
| 2024 | Ma vie                                         | SE53 (1 Wo.)SE | — |                                                                      |
| 2024 | Amsterdam                                      | SE55 (1 Wo.)SE | — |                                                                      |
| 2024 | Ey mamma                                       | SE61 (1 Wo.)SE | — |                                                                      |
| 2024 | Akid                                           | SE65 (1 Wo.)SE | — |                                                                      |
| 2024 | OTR (On the Road) Deso & C. Gambino            | SE58 (1 Wo.)SE | — | Erstveröffentlichung: 9. Februar 2024                                |
| 2024 | Dör för dig (acoustic)                         | SE9 (13 Wo.)SE | — |                                                                      |
| 2024 | Diamanter                                      | SE48 (3 Wo.)SE | — |                                                                      |
| 2024 | Kriminell                                      | SE80 (1 Wo.)SE | — |                                                                      |
| 2024 | Sista gång                                     | SE1 (24 Wo.)SE | NO4 (6 Wo.)NO | Erstveröffentlichung: 31. Mai 2024 erschien fünf Tage vor seinem Tod |

Weitere Lieder
- Rebell (2019)
- Buntar (mit Aden, 2019)
- Lala (2020)
- Nada (2020)
- Redo (2020)
- Tap Tap (2020)
- Cosa Nostra (mit 2.clock, 2020)
- Coca (2020)
- Dangerous (2021)
- Svävar (2021)
- Cante (2021)
- Bando (2021)